# Abtei Origny
Die Abtei Origny ist ein ehemaliges Benediktinerinnenkloster in Origny-Sainte-Benoite bei Laon.

## Geschichte
Die Abtei wurde um 854 von Pardule, Bischof von Laon, und Irmentrud, der Ehefrau Karls des Kahlen am Grab der Märtyrerin Benedicta von Origny, die 362 in Mont-d’Origny getötet wurde, gegründet. Die Abtei besaß weitläufigen Grundbesitz in der Region und nahm nur adelige Frauen auf. Zum Kloster gehörte die Stiftskirche Saint-Vaast. In den Jahren 873, 943, 1339, 1358, 1480, 1552, 1557  und 1595 wurde die Anlage niedergebrannt.
1792 mussten seine vierzig Nonnen das Kloster verlassen, die Abtei wurde anschließend vollständig zerstört.

## Äbtissinnen
- Isabeau d’Acy, 1315
- Isabelle d’Offrémont, 1335
- Jeanne und Agnes de Craon, 1400
- Jeanne und Catherine de Longueval, 1410
- Jeanne de Fay, 1475
- Charlotte de Créquy, 1511
- Louise de Bourbon (1495–1575), 1511, Tochter von François de Bourbon, comte de Vendôme, und Marie de Luxembourg-Saint-Pol, 1533 Äbtissin von Sainte-Croix de Poitiers, 1534 Äbtissin von Fontevrault (Bourbonen)
- Renée de Lorraine (1522–1602), 1555, Tochter von Claude de Lorraine, duc de Guise, und Antoinette de Bourbon (Haus Guise)
- Antoinette Louise de Lorraine (1561–1643), 1583, Tochter von Claude de Lorraine, duc d’Aumale und Louise de Brézé, auch Äbtissin von Soissons, (Haus Guise)
- Antoinette de Coucy, 1585
- Marie-Catherine de Montluc  († 1666), 1604, Tochter von Jean de Monluc de Balagny und René de Clermont
- Marguerite Henriette Gouffier de Roannais († vor 1703), Äbtissin von La Trinité de Caen, 1673 Äbtissin von Réaulieu, dann von Origny, resignierte und zog sich die Abtei Port-Royal de Paris zurück
- Marie Anne Éléonore de Rohan-Soubise (1679–1753), 1714 Koadjutrix und 1722 Äbtissin von Origny, Tochter von François de Rohan-Soubise und Anne de Rohan-Chabot
- Hélène de Sabran, 1778